# Madonna con Bambino in trono tra san Pietro, san Sigismondo, sant'Ansano e san Paolo
La Madonna con Bambino in trono tra san Pietro, san Sigismondo, sant'Ansano e san Paolo (en français : Vierge en majesté avec l'Enfant et les saints Pierre, Sigismond, Ansanus, et Paul) est un retable a tempera sur panneau de bois de 142,5 × 128,5 cm, daté et signé de 1496, réalisé par Neroccio di Bartolomeo de' Landi, et conservé dans l'abside de la pieve (« église paroissiale ») della Santissima Annunziata à Montisi, frazione de  San Giovanni d'Asso.

## Description

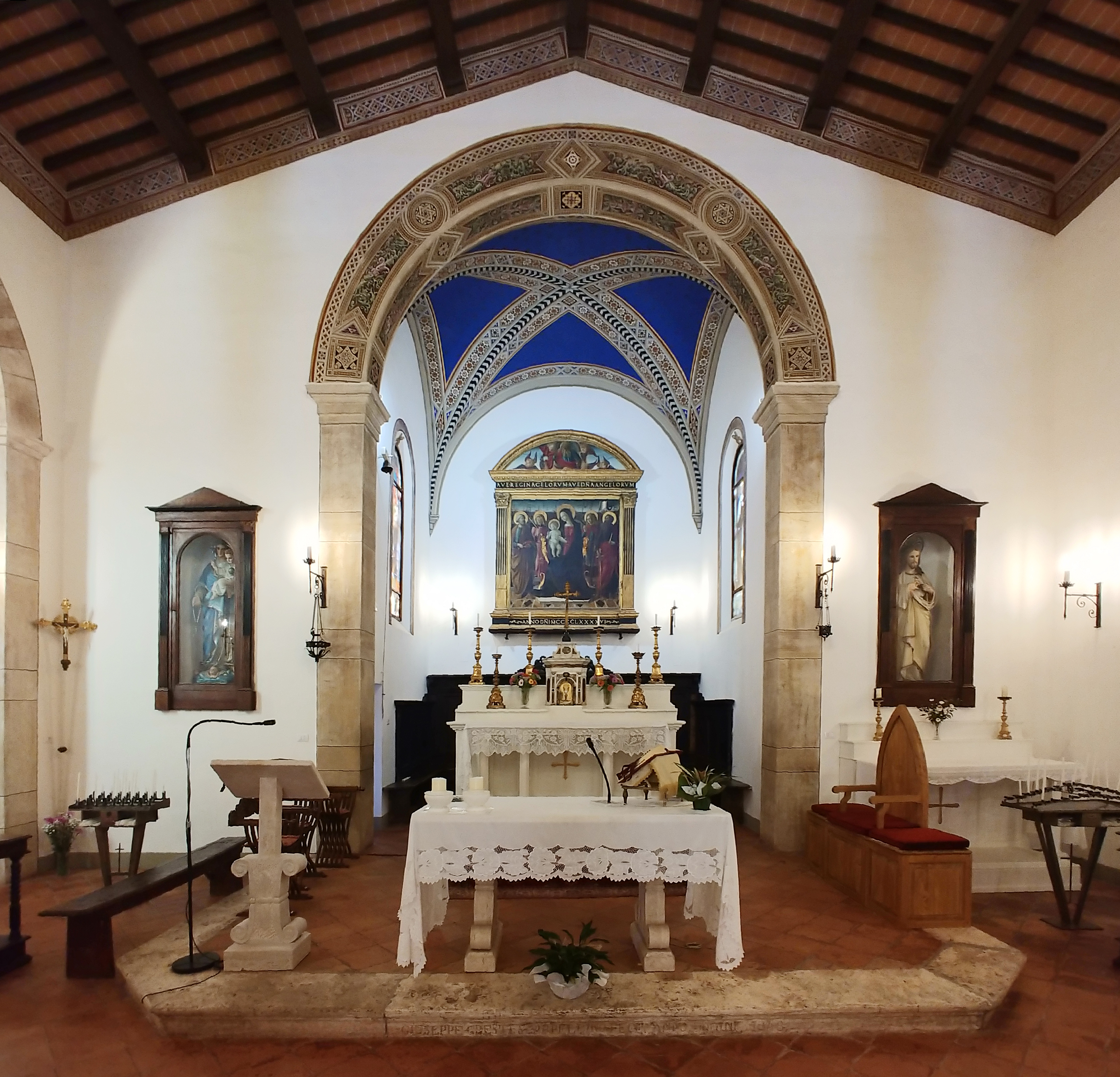
Abside de la pieve et retable de Neroccio.

Le retable représente la Vierge à l'Enfant trônant entre les saints Pierre, Sigismond, Ansanus et Paul en isocéphalie ; il est encadré de deux pilastres d'or surmontés d'une lunette représentant Dio Padre benedicente entouré de deux chérubins. Ce retable possède également une prédelle dont les trois fragments (Procès de saint Sébastien devant Dioclétien, Crucifixion et Martyre de saint Sébastien ) sont visibles au musée diocésain de Pienza. D'après Gertrude Coor, le retable devait à l'origine se situer dans un autre lieu que celui-ci.
L'inscription principale en latin sur le bord inférieur du tableau : T(empo)RE S(er) MATTHEI FRANCISCI PACIS OPERARII, IACOBUS BARDINI, PETRUS NEREI, ANTONIUS SANCTI. OPUS NEROCCII BARTHOLOMEI DE LANDIS SENENSIS, M°CCCC°LXXXXVI. a permis de dater avec précision cette œuvre (1496).

## Sources
- (en) Gertrude Coor, Neroccio de' Landi 1447-1500, Princeton, New Jersey, Princeton University Press, 1961, 235 p., 30 x 23 cm.Reproduction de la Madonna con Bambino in trono tra san Pietro, san Sigismondo, sant'Ansano e san Paolo (figure no 79), décrite p. 171, (no 26) dans le catalogue.
- (it) Elio Torriti, Chiese, cappelle, edifici religiosi : di Abbadia Sicille, Petroio, Castelmuzio, S.Anna in Camprena e Trequanda (con notizie sulle chiese di Montisi), Sinalunga, Tipografia Rossi, 1999, 79 p.